# 阔苞菊
阔苞菊（学名：Pluchea indica），又名燕茜、栾樨，为菊科阔苞菊属的植物，是半红树植物之一，有时能被潮水直接淹没根部。在嶺南地區有習俗於四月初八的佛誕以本樹的葉子搗碎製成餅吃，叫作「煙樨餅」或「燕茜饼」，有暖胃祛积之效。
其种加词“indica”意为“印度的”。

## 分佈
分布于印度尼西亚、印度、中南半岛、菲律宾、台湾、缅甸、马来西亚等地热带和亚热带地区，一般生于海岸沙滩及近潮水的空旷地，目前尚未由人工引种栽培。

## 别名
格杂树（海口）、栾樨（岭南采药录）

## 异名
- Conyza indica subsp. indica
- Conyza indica subsp. integerrima Miq.
- Conyza indica var. indica
- Conyza indica var. integerrima Miq., 1856

## 亚种
- 指名亚种 Pluchea indica subsp. indica
- 也门阔苞菊 Pluchea indica subsp. yemenensis King-Jones